# Владимир (Украина)
Влади́мир (укр. Володимир) — город в Волынской области Украины. Административный центр Владимирского района и Владимир-Волынской городской общины.
Владимир — один из древнейших городов Руси: известен с X века, выгодное положение на пересечении торговых путей сделало его богатым купеческим и ремесленным центром. В период феодальной раздробленности входил в Волынское княжество, затем — в Галицко-Волынское княжество. После восстания Хмельницкого и русско-польской войны в XVII веке город постепенно потерял значимость и стал небольшим провинциальным поселением.
В 1795 году, в результате разделов Польши, был включён в состав Российской империи. С целью отличить от Владимира Великого был переименован во Владимир-Волынский. Город стал одним из мест крупных сражений Первой мировой войны, в 1915 году оккупирован австро-венгерскими войсками. По Рижскому договору 1921 года отошёл Польше, по пакту Молотова — Риббентропа передан СССР, в 1941 году был оккупирован войсками нацистской Германии, уничтожившими почти всё его еврейское население. Освобождён Красной армией в 1944 году, впоследствии стал промышленным центром, в нём построен крупный сахарный завод, швейная, мебельная, птицефабрика, сборочный цех Луцкого автозавода и другие предприятия.

## Географическое положение и климат
Город расположен на правом берегу реки Луги, в юго-западной части Волынской области, на стыке холмистой Волынской возвышенности с Полесской низменностью, в природной зоне смешанных лесов.
Климат Владимира умеренно континентальный, характеризуется относительно мягкой зимой с частыми оттепелями, умеренно тёплым влажным летом, затяжными весной и осенью. Средняя температура января −4,9 С, июля +18 С. Осадков около 600 мм в год.

## Население
Численность населения города на 01.01.2023 года составила 38 164 человек.
По данным переписи 2001 года украинцы составляли 93,89 % населения города, русские — 4,99 %.

### Языковой состав
Согласно переписи 1897 года из 9 883 жителей идиш («еврейский») своим родным языком указали 5837 человек (59,1 % всего населения), русский («великорусский») — 1735 (17,6 %), украинский («малорусский») — 1367 (13,8 %), польский — 776 (7,9 %).
Родной язык населения по данным переписи 2001 года:
| Язык       | Численность, чел. | Доля     |
| ---------- | ----------------- | -------- |
| Украинский | 35 889            | 94,49 %  |
| Русский    | 1957              | 5,15 %   |
| Другое     | 136               | 0,36 %   |
| Итого      | 37 982            | 100,00 % |

Украинский язык является основным и единственным официальным языком города.
По данным Государственной службы статистики Украины в 2023/24 учебном году все 140 494 учащихся в учреждениях общего среднего образования в Волынской области обучались в украиноязычных классах.

## История

### Древнейшая история
Впервые город Владимир упоминается в «Повести временных лет» под 988 годом — тогда киевский князь Владимир Святославич посадил там на княжение своего сына Всеволода. Таким образом, Владимир является одним из древнейших городов Руси.
Выгодное географическое положение способствовало развитию древнего Владимира. В XI—XII веках он был одним из крупнейших городов Киевской Руси, наряду с Киевом, Черниговом, Переяславом. В этот период город становится значительным торговым центром, также Владимир имел важное военно-стратегическое значение как оборонный форпост на западных рубежах древнерусского государства. В городе развивались ремесла, культура, образование, велось строительство фортификационных укреплений, храмов и монастырей.

### XII—XVIII века
Начиная с XII века, в период феодальной раздробленности Руси, город был центром удельного Волынского княжества, в котором утвердилась отдельная княжеская династия, основанная внуком Владимира Мономаха — князем Изяславом Мстиславичем, правившим на Волыни в 1146—1154 годах.

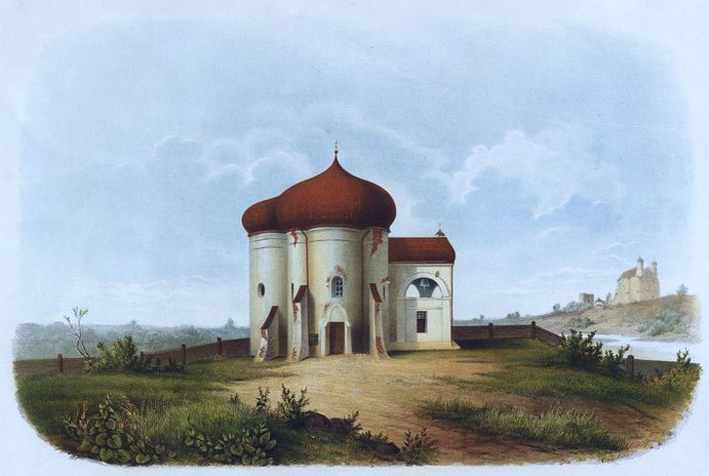
Васильевская церковь, 1888

В первой половине XIII века Владимир стал одним из центров объединённого Галицко-Волынского княжества (с 1253 года — королевства). Этот период относится ко времени правления князя Даниила Романовича Галицкого (1201—1264) и его брата Василька Романовича Волынского (1205—1271). Середина XIII века — время наибольшего расцвета древнего Владимира, он славился как значительный центр торговли, ремёсел, искусства, здесь сформировалась самобытная архитектурная школа, также здесь писалась Галицко-Волынская летопись — наиболее ценный исторический источник второй половины XIII — начала XIV века. Восхищение современников вызывали фортификационные сооружения — в 1231 году венгерский король Андраш II (Андрей II) с войском подошёл под стены Владимира, однако на штурм города не решился, сказав, что «подобной крепости не встречал и в немецких землях».

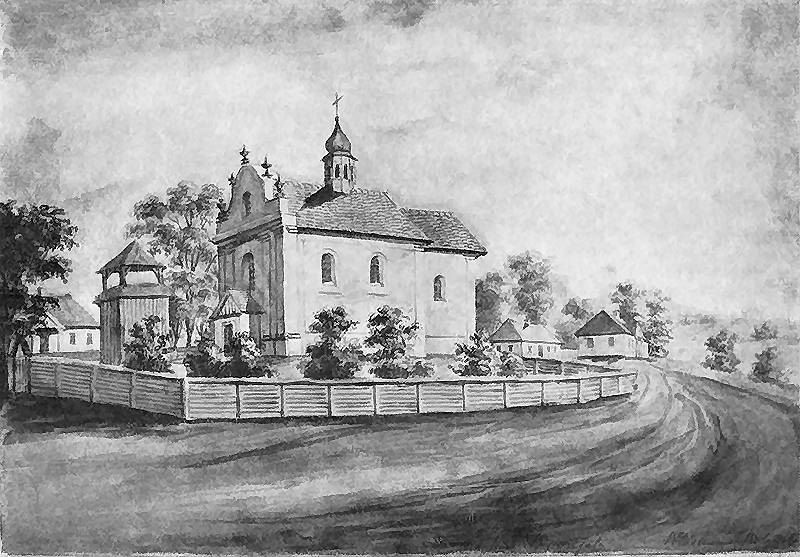
Николаевская церковь, Наполеон Орда

Значительный ущерб развитию города нанесло монголо-татарское нашествие. В 1241 году после ожесточённого штурма Владимир был захвачен и разграблен ордами хана Батыя. Летопись свидетельствует, что после отхода орды в городе не осталось жителей, а церкви были заполнены трупами.
В XIV веке митрополит Киевский и всея Руси Феогност пробыл несколько лет в городе, прежде чем переехать в Москву.
В 1349 году при распаде Галицко-Волынского государства польский король Казимир III захватил город, который остался в сфере влияния польского королевства. Однако в 1370 году его захватило Великое княжество Литовское, а после Люблинской унии 1569 года город вошёл в состав Польского королевства. В 1324 году город получил Магдебургское право, подтверждённое королём Сигизмундом І в 1509 году. Упомянут в летописном «Списке русских городов дальних и ближних» (конец XIV века).
В XVII веке Владимир был значительным торговым центром. В городе действовали многочисленные ремесленные корпорации — «цехи», изделия местных мастеров славились высоким качеством и экспортировались в страны Европы. Трижды в год во Владимире происходили международные ярмарки.
Восстание Хмельницкого вызвало значительные волнения среди местного украинского населения, страдавшего от феодального и национально-религиозного гнёта со стороны польской шляхты. После украинско-польской войны Владимир постепенно теряет свои торгово-экономические преимущества. В XVIII веке он становится маленьким провинциальным городком.

### В составе Российской империи
В результате третьего раздела Польши в 1795 году город вошёл в состав Российской империи, как один из уездных центров Волынской губернии. Тогда же город был переименован во Владимир-Волынский — с целью отличить его от российского Владимира-на-Клязьме.

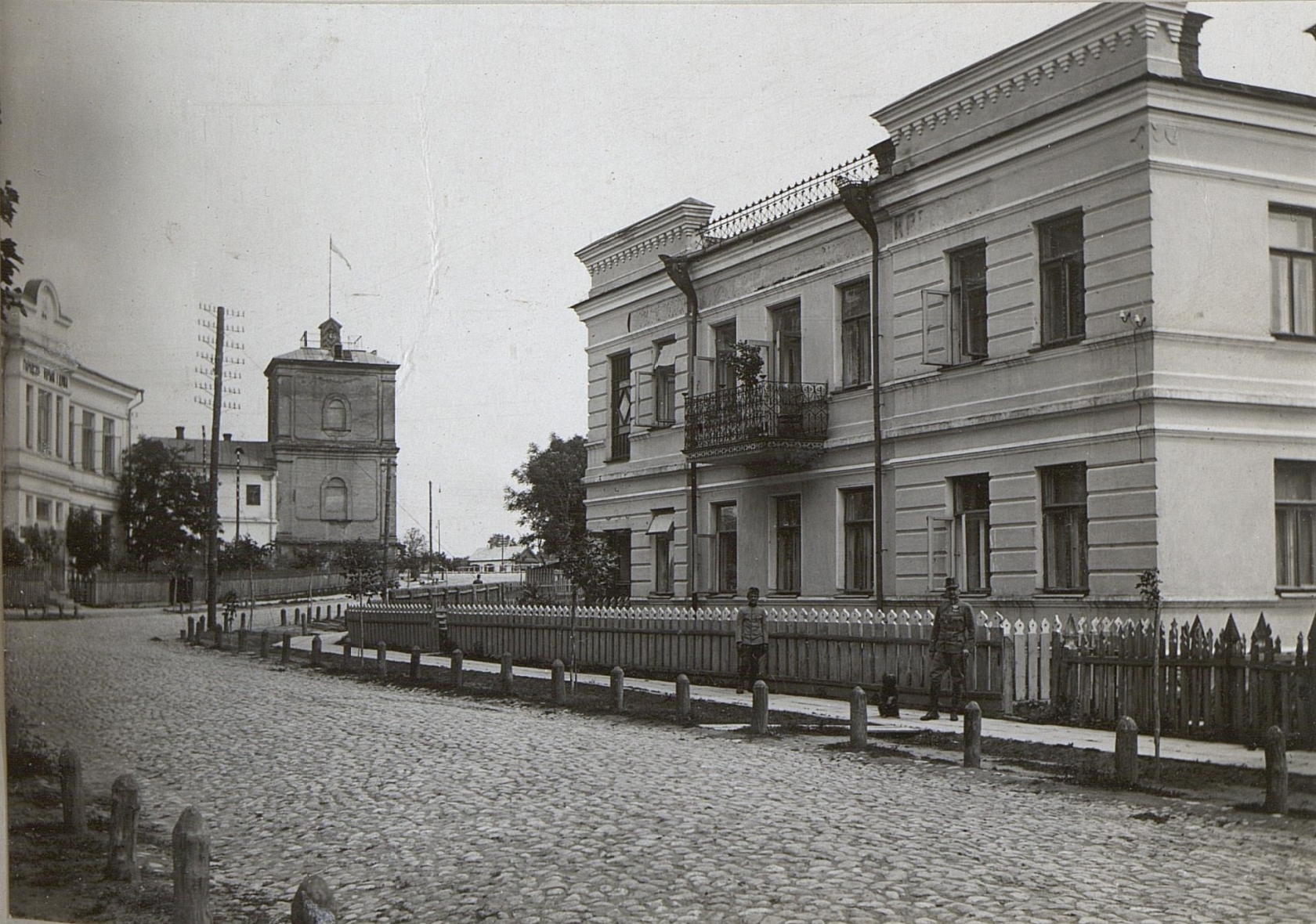
Владимир-Волынский во время Первой мировой войны

В 1869 году в городе была открыта двухклассная российская школа, тогда же была восстановлена Волынская православная епархия. В 1887 году, в честь 900-летия крещения Руси, при церкви святого Василия было создано православное братство Святого Владимира с целью сохранения памятников старины и церковного искусства. По инициативе Братства в 1896—1900 годы был восстановлен Успенский собор, построенный князем Мстиславом Изяславичем в 1156—1160 годах, с конца XVIII века лежавший в руинах. Также при Братстве существовало «Древнехранилище» — музей, в котором хранилась коллекция древних рукописей и произведений церковного искусства.
В 1908 году была проложена железная дорога, связавшая Владимир-Волынский с Ковелем и другими городами России, тогда же был построен вокзал. В 1910 году в городе действовали учебные заведения: мужская государственная и женская частная гимназии, городская общеобразовательная и начальная школы.
С самого начала Первой мировой войны Владимир-Волынский стал ареной боевых действий. 3 августа 1914 года 2-я кавалерийская дивизия австро-венгерской армии при поддержке двух пехотных батальонов и двух артиллерийских батарей пытались захватить город, но понесли большие потери от русского Бородинского полка, и вынуждены были отступить. Из города были эвакуированы государственные учреждения и значительная часть населения.
В 1915 году Владимир-Волынский был оккупирован австро-венгерскими войсками. В городе размещались подразделения легиона Украинских сечевых стрельцов (УСС), состоящие в основном из галицийских украинцев. По инициативе УСС во Владимире-Волынском была открыта начальная украинская школа, в которой преподавали прибывшие из Галиции учителя. Австрийские оккупационные власти находились во Владимире-Волынском вплоть до окончания Первой мировой войны в 1918 году.

### В XX веке
По условиям Рижского мирного договора 1921 года Владимир-Волынский вошёл в состав Польши и стал одним из поветовых (уездных) центров Волынского воеводства. В межвоенный период Владимир-Волынский сохранял черты маленького провинциального города, лишённого крупных промышленных предприятий. Население, большинство которого составляли евреи и поляки, занималось преимущественно мелкой торговлей. Вместе с тем Владимир-Волынский был благоустроенным городом: действовали 6 начальных школ, 5 общеобразовательных школ, ремесленно-промышленная школа, 3 частные еврейские школы, электростанция, кинотеатр, 5 гостиниц, больница, а также многочисленные магазины, кафе и рестораны.
В 1922 году Владимир-Волынский был переименован во Владимир.
После начала второй мировой войны город подвергался налётам люфтваффе. Выехавшая из Бреста ставка польского главнокомандующего Э. Рыдз-Смиглы 10 сентября 1939 года переехала во Владимир-Волынский, но затем покинула населённый пункт вместе с отступавшими частями польской армии выехала к польско-румынской границе.
19 сентября 1939 года город был занят частями Рабоче-крестьянской Красной Армии и вошёл в состав СССР. 27 октября 1939 года установлена советская власть. В СССР использовалось прежнее название — Владимир-Волынский (или Владимир-Волынск).
В октябре 1939 года началось издание городской газеты.
С 14 ноября 1939 г. — в составе Волынской области Украинской Советской Социалистической Республики СССР.
После нападения Германии на СССР 22 июня 1941 года, Владимир-Волынский как приграничный город с самого начала войны стал ареной боевых действий. В первые часы войны город подвергся налётам немецкой авиации и интенсивному артиллерийскому обстрелу. Обороняли подступы к Владимиру-Волынскому пограничные заставы 90-го погранотряда, части 87-й стрелковой и 41-й танковой дивизий Красной Армии, а также 2-го укрепрайона. Несмотря на ожесточённое сопротивление советских войск, 23 июня 1941 года город был оккупирован немецкими войсками.
Немецкая оккупация нанесла городу значительный ущерб и привела к уничтожению еврейского населения. Во Владимире-Волынском действовал Гебитскомиссариат. В сентябре 1941 года здесь был создан концлагерь «Норд-Офлаг-365», в котором содержались военнопленные солдаты и офицеры Рабоче-крестьянской Красной Армии. С сентября 1942 года немцы начали трехдневную кампанию по ликвидации гетто во Владимирце. Более 15 000 евреев были расстреляны в деревне Пятин. Убийства осуществлялись членами СД из Ровно, подразделениями жандармерии из Владимирца и Луцка, и 103 украинским шуцманшафт-батальоном из Мацеева. В 1943 году Владимир Волынский, как и все крупные райцентры был приютом для польских беженцев, которые спасались от Волынской резни. Немцы 11 июля 1943 года создали в городе польский отдел шуцманшафта, также здесь дислоцировался 107-й батальон охранной полиции.
18 июля 1943 года состоялось нападение Украинской повстанческой армии на Владимир-Волынский. По сообщениям советских партизан украинские националисты убили до 2000 поляков на улицах города. Немецкая администрация расправе не мешала, а после погрома агитировала поляков вступать в вспомогательную полицию для борьбы с бандеровцами. В начале февраля 1944 г. состоялось ещё одно нападение отрядов УПА на город, в котором было убито около 200 поляков.
В 1944 году население города составляло всего 7000 человек. 20 июля 1944 года советские войска 1-го Украинского фронта в ходе Львовско-Сандомирской наступательной операции штурмом овладели Владимиром-Волынским. Частям и соединениям Красной Армии, отличившимся в боях за освобождение городов Владимир-Волынск и Раву-Русскую, приказом Верховного Главнокомандующего И. В. Сталина от 20 июля 1944 года объявлена благодарность и в Москве дан салют двадцатью артиллерийскими залпами из 224 орудий. Приказом Верховного Главнокомандующего в ознаменование одержанной победы соединениям и воинским частям было присвоено наименование «Владимир-Волынских».
9 августа 1944 года Президиум Верховного Совета СССР уточнил наименование города: Владимир-Волынск стал Владимир-Волынский.
В послевоенный период город интенсивно развивался, чему способствовало соседство с Львовско-Волынским угольным бассейном. В городе был создан ряд промышленных предприятий: сахарный завод (один из крупнейших в области), швейная фабрика, мебельная фабрика, птицефабрика, консервный завод, комбинат молочных продуктов, хлебозавод, сборочный цех Луцкого автомобильного завода, кирпичный завод, геолого-разведывательная экспедиция. Интенсивно велось жилищное строительство, формировалась современная городская инфраструктура. В советский период Владимир-Волынский в целом приобрёл присущий ему в нынешнее время облик.
Установлен Памятник жертвам фашизма (1965—66, скульпторы Е. В. Дзиндра и Т. М. Бриж).
В 1970 году в городе проживало 28 тыс. жителей.

### Независимая Украина
На развитие Владимира-Волынского негативно повлиял глубокий экономический кризис в середине 1990-х годов. В настоящее время[когда?] в городе работает ряд предприятий лёгкой и пищевой промышленности, значительное количество жителей занимается коммерческой деятельностью. На развитие города влияет его приграничное положение, близость к странам ЕС. Благодаря большому количеству памятников истории и архитектуры современный Владимир обладает значительным туристическим потенциалом.
1 декабря 2021 года глава города Игорь Анатольевич Пальонка инициировал переименование города Владимир-Волынский во Владимир. 15 декабря 2021 года Верховная рада Украины утвердила переименование, постановление поддержали 348 парламентариев.

## Еврейская община
История местного еврейского населения отсчитывается с XII века, о нём есть упоминание в Галицко-Волынской летописи XIII века, в городе Штральзунд хранилось письмо, отправленное евреями Людмира (как его тогда называли) в XI—XII веке. Евреи занимались преимущественно коммерческой деятельностью, пользуясь выгодным положением Владимира на пересечении торговых путей. Официально еврейская община была основана в XVI веке.
Во Владимире родилось или проживало множество известных еврейских мыслителей: раввин Давид бен Шмуэль Алеви, основатель династии людмирских цадиков М. Готлиб, единственная у хасидов женщина-цадик Хане-Рохл Вербермахер.
Количество евреев в городе менялось в зависимости от политической обстановки, длительное время они составляли большинство городского населения. В 1649 году после захвата города войсками Богдана Хмельницкого произошёл еврейский погром, уцелело всего 39 еврейских домов; также множество евреев погибло в 1659 (когда город захватили войска Речи Посполитой) и 1658 годах (во время войны). По состоянию на 1784 год в Людмире жило 340 евреев, однако с этого момента еврейское население города увеличивалось: по данным переписи 1861 года, 6122 из 8636 (70,89 %) жителей Владимира-Волынского были евреями; по переписи 1897 года процент еврейского населения упал (59,3 %), в основном за счёт роста нееврейской доли: абсолютное число евреев составляло 5869 человека. В 1929 году на выборах в мэрию евреи получили половину мест. В 1926 году 84 % местных торговых предприятий принадлежали евреям. В городе находилась синагога (в 1860-х их было семь), три еврейские школы (Тарбут, Бейт-Яаков и Явне) и одно из старейших в Восточной Европе еврейских кладбищ. В 1931 году евреи составляли 44 % населения (около 11 тысяч человек).
В 1939—1940 годах еврейское население в городе возросло до 25 тысяч — за счёт беженцев из захваченной гитлеровцами Польши, однако после занятия города советскими войсками было запрещено преподавание на иврите. Осенью 1941 года в центральной части Владимира-Волынского нацисты организовали гетто и юденрат, во главе которого встал раввин Я. Д. Моргенштерн, его сменил юрист Венгер, а затем — Д. Лудиш. В сентябре 1942 года нацистами было уничтожено около 18 000 евреев, массовые расстрелы происходили возле села Пятидни Владимир-Волынского района. После акций уничтожения в городе осталось 1,5 тысячи человек, среди которых было несколько укрывшихся в подполье евреев. После взятия города советскими войсками в нём было 140 евреев.
Уже в послевоенный период в городе была уничтожена синагога — памятник архитектуры XVIII века, в 1960-х годах было снесено еврейское кладбище. В 1989 году на месте массовых казней в селе Пятидни был сооружён мемориальный комплекс.
По результатам переписи 2001 года постоянного еврейского населения в городе не осталось.

## Образование
Во Владимире работают 4 общеобразовательные школы, гимназия, школа-интернат, школа-интернат для детей с дефектами слуха.
- Педагогический колледж имени Агатангела Крымского
- Агротехнический колледж
- Филиал университета «Львовская Политехника»
- ВПТУ № 23
- Владимир-Волынское регентское духовное училище (УПЦ МП)
- Детская музыкальная школа
- Детская художественная школа

## Культура и искусство

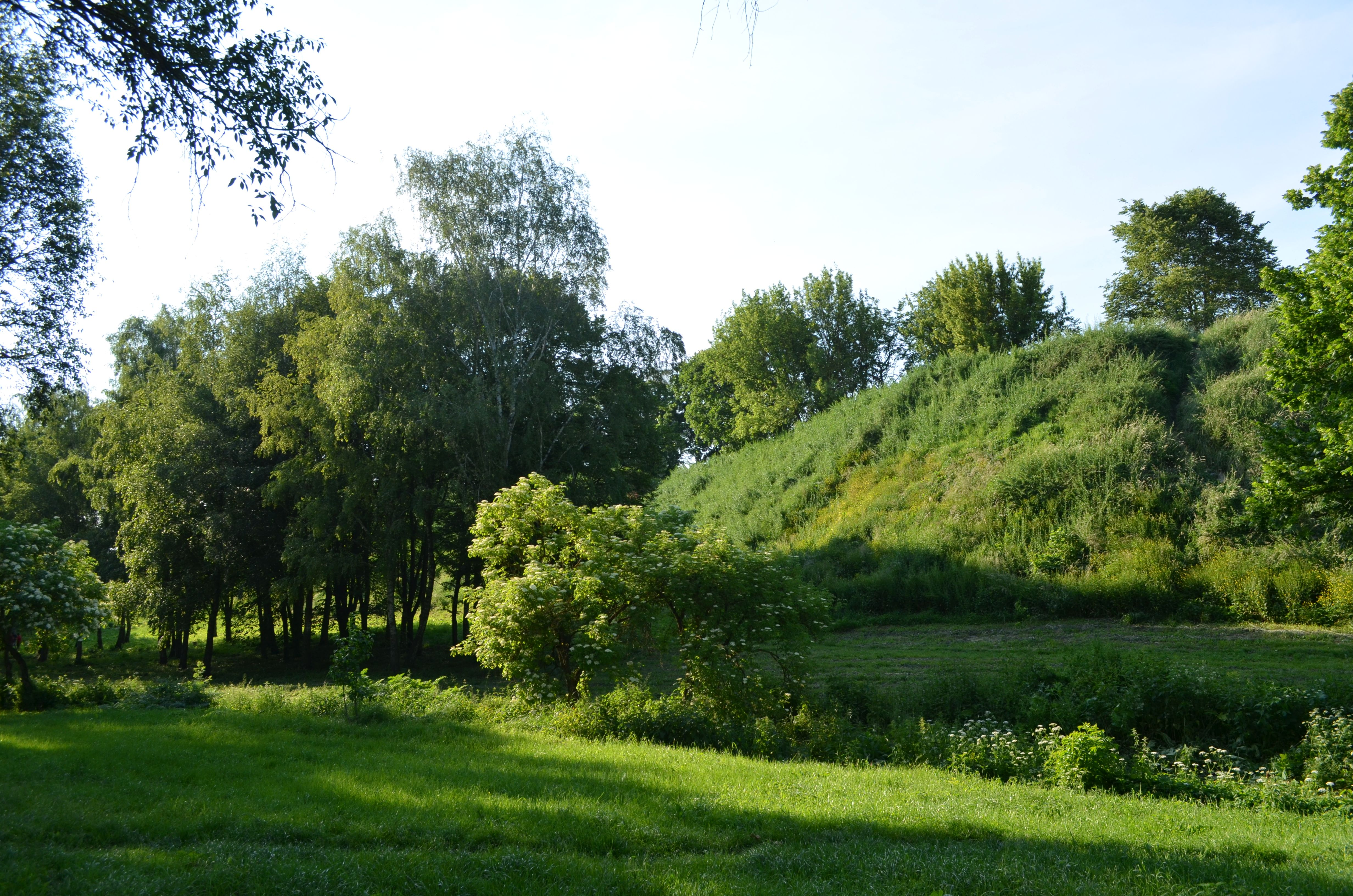
Земляные валы бывшего замка

- Владимир-Волынский исторический музей
- Музей локальных войн (памяти воинов-интернационалистов)
- Историко-культурный заповедник «Древний Владимир»
- Центр культуры и искусства имени Тараса Шевченко (кинотеатр, выставочная галерея, магазин сувениров)
- Районный Дом культуры
- Районная библиотека

## Достопримечательности

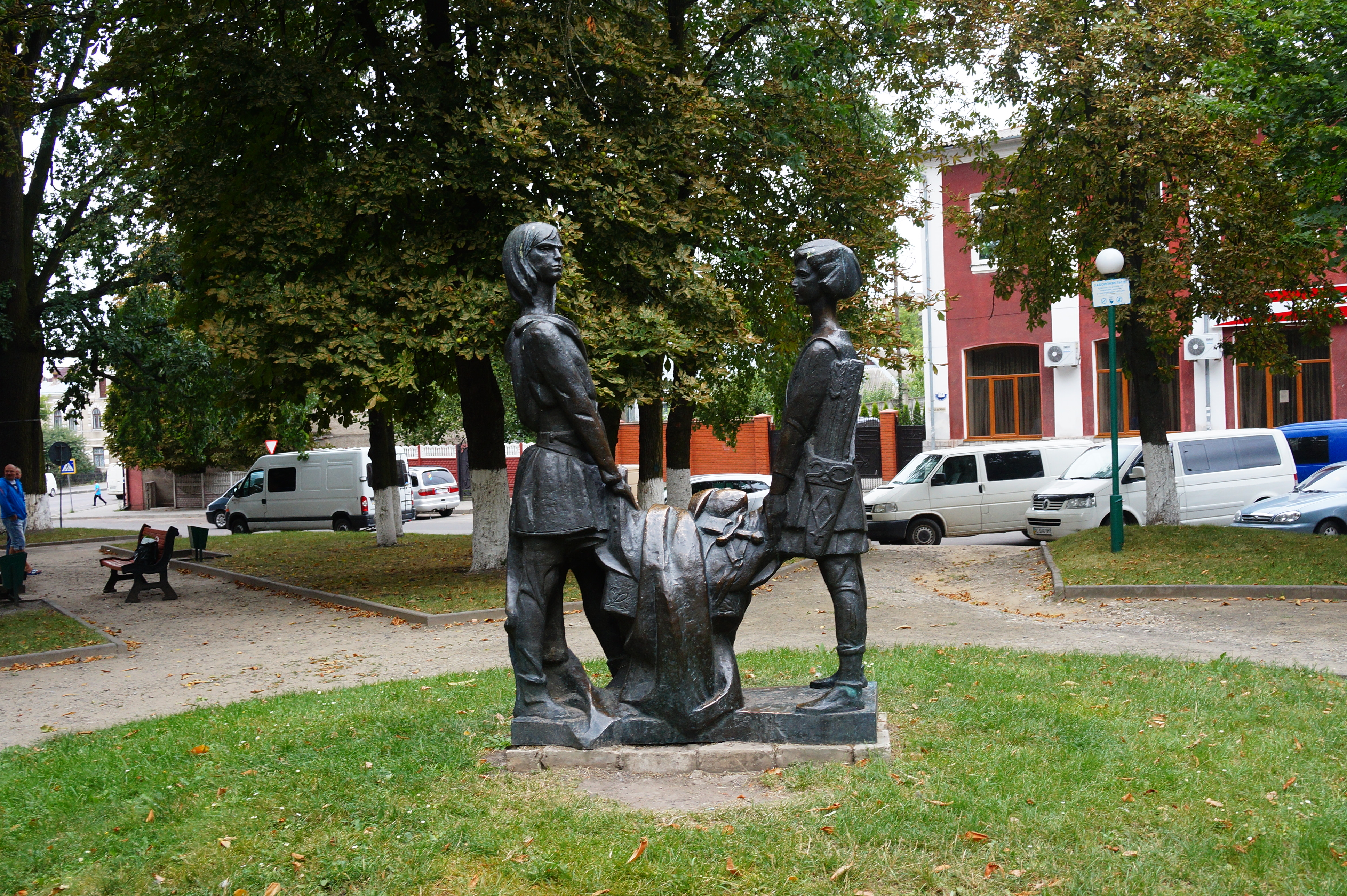
Памятник князьям Данилу и Васильку Романовичам

- Земляные валы древнерусского городища (X—XIII века)
- Успенский собор (Мстиславов храм, 1156—1160) — древнейший храм Волыни, усыпальница галицко-волынских князей
- Церковь-ротонда Св. Василия (XIII—XIV века)
- Костёл Св. Иоакима и Анны (1775)
- Собор Рождества Христова (бывший Костёл Послания апостолов, принадлежал ордену иезуитов, 1776)
- Доминиканский монастырь (1789)
- Церковь Св. Николая (1780)
- Церковь Св. Георгия-Победоносца (военный храм, 1908)
- Здание исторического музея (1912)
- Церковь Св. Йосафата (бывшая кирха, 1929)
- Ладомирское кладбище (могилы известных горожан, могилы воинов российской и советской армии)
- Мемориальный комплекс «Жертвам фашизма» (1967)
- Обелиск Славы — могила Героев Советского Союза С. В. Милашенкова и А. С. Грисюка (1965)
- Здание военного комиссариата (бывшее Офицерское собрание, 1900)

|                   |                 |                       |                          |                      |
| Лютеранская кирха | Успенский собор | Костёл Иоакима и Анны | Собор Рождества Христова | Васильевская церковь |

|              |                            |                |                      |                              |
| Ул. Соборная | Здание исторического музея | Ул. Ковельская | Николаевская церковь | Колокольня Успенского собора |

## Города-побратимы
Владимир имеет следующие города-побратимы:
- Кентшин (Польша)
- Цвиккау (Германия)
- Хрубешув (Польша)
- Коростень (Украина)
- Ленчица (Польша)
- Расейняй (Литва)
- Мальборк (Польша)
- Бахмут (Украина)

## Владимир в искусстве
- Сергеев-Ценский Сергей Николаевич «Горячее лето» (11-й роман из цикла «Преображение России») — неоднократные упоминания города.
- Петров Василий Степанович «Прошлое с нами» — часть действия этого военного романа-хроники происходит во Владимирском укрепрайоне.
- Эд Данилюк «Трезуб-империал» — действие этого ретро-детектива разворачивается во Владимире. Город также упоминается в другом историческом детективе автора — «Пожар Саниры».